# Goga Ionescu
Goga Ionescu (n.1891 în satul Boteni - d.1981)
A fost fondatorul primei școli de mecanică agricolă, morărit și panificație din România, inginerul Goga Ionescu, s-a născut în anul 1891 în satul Boteni, comuna Braniștea, județul Dâmbovița. Urmează și finalizează studiile în Leipzig, în cadrul Academiei Comerciale. Primind avizul Ministerului Agriculturii și Domeniilor, prin ordinul 77.857, școala și-a deschis cursurile în toamna anului 1932 sub denumirea Școala de mecanică agricolă, morărit și panificație ” Marele Voievod Mihai Viteazul “.La data înființării, 1932, școala avea la dispoziție o bază materială modestă formată din 3 corpuri de casă, o moară sistematică funcțională, o magazie, ateliere mecanice, un atelier de tâmplărie, o brutărie, o amenajare cu acoperiș pentru depozitarea carburanților, o instalație proprie de iluminat, o instalație de cinematograf, o bibliotecă cu cca. 1.000 volume și o suprafață de cca. 50 ha pentru aplicarea tehnologiilor de lucru. În anul de debut al școlii au fost înscriși 20 de elevi. Activitatea a fost organizată de directorul școlii după modelul școlilor similare din Cehoslovacia, Bulgaria și SUA. El a întocmit planul de învățământ și programele școlare ale disciplinelor care urmau a fi predate. Absolvenții școlii puteau obține titluri de mecanic agricol, mecanic morar sau maistru bucătar. Școala avea importante legături și acorduri cu diverse instituții profesionale din străinătate și oferea elevilor cu rezultate excepționale posibilitatea de pefecționare și specializare în străinătate. Pentru o bună repartizare a absolvenților săi, școala a obținut aprobarea Marelui Stat Major al Armatei ca elevii absolvenți să fie repartizați și la atelierele și morile armatei. Până în anul 1941 școala a fost în regim autobugetar ulterior fiind cooptată în sistemul școlilor bugetare cu finanțare de la stat. Localul propriu a fost pus gratuit la dispoziție de inginerul Goga Ionescu, inițiatorul principal și directorul onorific al instituției de la înființare până în anul 1948. Din anul 1945-1946 școala începe să funcționeze ca bugetara, în condițiile în care pe lângă ea se înființează o clasă de gimnaziu, ce își va ține cursurile în sălile școlii primare C.F.R. În anul scolar 1947 - 1948, școala de mecanica agricolă, morărit  și panificație funcționează cu 4 clase de gimnaziu și 2 clase de specializare lângă care apar și 3 clase de gimnaziu. În prezent pe amplasamentul vechiului local a fost construit și dat în funcțiune, la data de 22 mai 2004, un corp nou de școală. Aceasta este epopeea unei școli care prin reprezentanții săi, s-a zbătut ani de-a rândul pentru a exista. În semn de omagiu începând cu anul 1998, Grupul Scolar Agricol Titu își schimbă denumirea în: "Grupul Scolar GOGA IONESCU" .

## Istorie
În plina perioadă de criză economică ,din inițiativa  unor oameni sufletiști, dornici de a face un lucru bun pentru localitate, pentru județul Dâmbovița ,de a lăsa ceva în urma trecerii lor prin viață, s-a înființat în Titu o școală cu profil agricol. Demersurile localnicilor vor fi încununate de succes în urma aprobării lui Nicolae Iorga care era pe atunci ministru.
Din 7 iunie 1932, la Titu începe să funcționeze  ca unitate extrabugetară "Școala de mecanică agricolă , morărit și si panificație'' în Titu Gară. În momentul înființării era singura și cea dintâi școală cu un asemenea profil din întreaga țară.
Ca școală inferioară de meserii, își începe activitatea într-un local propriu, pus gratuit la dispoziție de inginerul Goga Ionescu, inițiatorul principal și directorul onorific al instituției de la înființare până în anul 1948. Însemnătatea înființării și funcționării unui astfel de tip de școală rezultă atât din așezarea geografică a localității, cât și din faptul că România era o țară în care baza economiei o reprezenta agricultura.
În cursul primilor 3 ani, elevii primeau cu precădere cunoștințe  generale de română, istorie și geografie, aritmetică, geometrie , fizică, chimie, igienă, desen, caligrafie, muzică, franceză, la care se adăugau cele de economie, tehnologie și productibilitate. În anii de specializare se acordă o atenție deosebită pentru documentarea profesională  a elevilor. Școala intră în posesia programelor analitice ale școlilor din Franța, Germania, Ungaria și SUA. La terminarea școlii, absolvenții obțineau titlul de mecanic agricol, mecanic morar și mestru brutar.
Într-un memoriu adresat ministerului de către directorul școlii, se arată că această școală are menirea de a pregăti și mecanici  care sa poată repara mașinile în timp de pace și de război. Conform legii, durata cursurilor era de 5 ani, din care primii 3 ani de inițiere, iar ultimii 2 ani de specializare în una din cele trei ramuri: mecanica agricola, morărit și panificație după aptitudini. 
Numele școlii în timp
1.Școala de mecanică agricolă, morărit și panificație marele "Voievod Mihai Viteazul" școala profesională -1932-1937
2.Liceul Agroindustrial -1937-1990
3.Grup Școlar Agricol Titu - 1990-1998
4.Grup Școlar Agricol "GOGA IONESCU" - 1998-2004
5.Grup Școlar "GOGA IONESCU" - 2004 până în prezent